# Paul Eeckman
Paul Aimé Henri Ghislain Eeckman (Waarschoot, 27 juni 1911 - Eeklo, 11 januari 1964) was een Belgisch NCMV-bestuurder en politicus voor de CVP.

## Levensloop
Eeckman trad in dienst van de Christelijke Middenstandsorganisatie. Hij was achtereenvolgens propagandist, diocesaan secretaris voor Oost-Vlaanderen en ten slotte nationaal secretaris van de Katholieke Burgers en Middenstands Jeugd (KBMJ, 1939 - 1941), tevens was hij inspecteur (1941 - 1946) en provinciaal secretaris (1946 - 1949) voor het Christen Middenstandsverbond van Oost-Vlaanderen (CMOV) en algemeen secretaris van het Nationaal Christelijk Middenstandsverbond (NCMV).
In de lokale politiek werd hij gemeenteraadslid van Eeklo (1952), schepen van Eeklo (1953) en voorzitter van de Commissie Expansie Eeklo. In 1949 werd hij verkozen tot volksvertegenwoordiger voor het arrondissement Gent-Eeklo en vervulde dit mandaat tot aan zijn dood. In de Kamer was hij voorzitter van de Middenstandscommissie. Hij was ook secretaris van de Kamer en lid van de Interparlementaire Beneluxraad.
Hij was pas tweeënvijftig toen hij stierf aan een hartaanval.